# Рембуево
Рембуево — деревня в Холмогорском районе Архангельской области. Входит в состав Ухтостровского сельского поселения.

## География
Рембуево находится к юго-востоку от города Архангельска, на правом берегу Северной Двины, на трассе «Архангельск — Боброво — Белогорский — Пинега». Ниже по течению реки находится деревня Вождорма, а выше — деревня Волково. К северу от Рембуево находится озеро Палозеро.

## Топоним
Прежнее название — Тройная Гора. Топоним сохранился в названии автобусной остановки на региональной трассе и пристани на Северной Двине.

## Население
| 2002 | 2010 | 2012 |
| ---- | ---- | ---- |
| 291  | ↗331 | ↗354 |

Численность населения деревни, по данным Всероссийской переписи населения 2010 года, составляла 331 человек. В 2009 году числилось 333 чел., из них пенсионеров — 48.

## Инфраструктура
Детский дом. МБОУ Рембуевская средняя школа

## Транспорт
Деревня доступна автомобильным и водным транспортом.
Остановка общественного транспорта «Тройная Гора». От пристани Тройная Гора до Архангельска 61 км по реке.

### Карты
- Рембуево. Публичная кадастровая карта
- Рембуево на карте Wikimapia